# Taymyr (Schiff, 1989)
Der Atomeisbrecher Taymyr (russisch: Таймыр) ist ein sowjetisch / russischer nuklear angetriebener Eisbrecher der Taymyr-Klasse, der in den arktischen Küstenregionen und in der Lotsenfahrt in den Mündungen sibirischer Flüsse im Einsatz ist.
Mit einer Antriebsleistung von 36 MW, die von einem installierten Kernreaktor erbracht wird, kann die Taymyr Eis-Dicken bis zu 2 Metern brechen. Dagegen können die im Nordpolarmeer eingesetzten leistungsstärkeren Eisbrecher der Arktika-Klasse mit je zwei installierten Kernreaktoren und einer Antriebsleistung von 55,3 MW (75,000 PS) bis zu 5 Meter dickes Eis brechen.
Der Eisbrecher wurde 1987 im Auftrag der Murmansk Shipping Company auf der finnischen Werft Wärtsilä Marine gebaut. Der Kernreaktor vom Typ KLT-40M wurde 1989 auf der Werft Baltisches Werk in Leningrad (heute Sankt Petersburg) eingebaut.
Die Taymyr-Klasse umfasst noch ein weiteres Schiff, die im Jahr 1990 in Dienst gestellte Waigatsch. Die ursprüngliche Planung für beide Schiffe sah für die Kernreaktoren Einsatzzeiten von 100.000 Stunden (11,4 Jahre) vor. Zwischenzeitlich wurden die Einsatzzeiten der Schiffe verlängert: Taymyr bis 2027 und Waigatsch bis 2026.

## Schiffstechnische Daten
Die Taymyr hat eine Wasserverdrängung von 21.000 Tonnen. Mit einer Gesamtlänge von 152 m und 29 m Breite ist sie etwas kleiner als die der Arktika-Klasse (173 Meter lang). Der maximale Tiefgang beträgt 9 Meter, in flacheren Gewässern kann der Tiefgang auch auf 7,5 Metern reduziert werden.
Nach dem russischen Seeschifffahrtsregister ist die Taymyr in die Eisklasse LL2 eingestuft, die für Eisbrecher-Operationen in arktischen Küstenrouten in ebenem Eis mit einer Dicke von bis zu 2 Metern im Winter und Frühling gilt.
Das Schiff bietet Platz für eine Besatzung von etwa 138 Personen. Im Heck gibt es ein Helideck und einen Hangar für einen Kamow Ka-32 Hubschrauber. Als Escort-Eisbrecher ist Taymyr mit einer Standard-Schleppwinde für das Schleppen unter schwierigen Bedingungen ausgestattet.

## Antriebssystem
Mit dem Kernreaktor vom Typ KLT-40M verfügt die Taymyr über einen nuklear-turboelektrischen Antrieb. Der vom Kernreaktor erzeugte Dampf wird auf zwei Turbinengeneratoren geleitet, die Strom für die drei Antriebsmotoren der drei Schiffspropeller und andere Bordverbraucher liefert.
Das Schiff erreicht im offenen Wasser eine Geschwindigkeit von 18,5 Knoten und 2 Knoten in 1,8 Meter dickem Eis.
Zusätzlich zur nuklearen Stromversorgung stehen drei 16-Zylinder-Dieselgeneratoren zur Ersatzstromversorgung zur Verfügung. Zwei der Stromaggregate können die Antriebsmotoren mit einer Leistung von etwa 4 MW versorgen, während der dritte die Hilfsstromversorgung erzeugt.

## Sicherheitskonzept
Für die Kollisionssicherheit des Schiffes ist die strukturelle Dimensionierung des Reaktorraums und der Abschirmung derart ausgelegt, dass für den Fall, dass ein 19.000 Tonnen schwerer Frachter mit 7 Knoten (13 km/h) den Eisbrecher mittschiffs trifft, der Reaktor nicht gefährdet ist. Darüber hinaus sind alle kritischen Systeme dupliziert, um auch nach einer Kollision die Betriebsfähigkeit des Schiffes zu erhalten.

## Störfall
Am 5. Mai 2011 wurde gegen Ende eines Einsatzes der Taymyr auf dem gefrorenen Fluss Jenissei in Sibirien im Ventilationssystem des Schiffes ein Anstieg der Radioaktivität festgestellt. Ursache war ein Leck im Primärkühlkreis des Reaktors, aus dem täglich etwa 20 bis 30 Liter Kühlflüssigkeit austraten, bis zur Abschaltung des Reaktors insgesamt 6.000 Liter. Die Prozessparameter des Primärkreislaufs – Druck, Temperatur und Kühlmittelstand – verblieben währenddessen im normalen Betriebsbereich.
Das Ereignis war schwerwiegend genug, um den Einsatz des Eisbrechers abzubrechen. Zu seiner Unterstützung und zu Erleichterung der Rückfahrt durch das Eis der Karasee und Barentssee zum Heimathafen Murmansk wurde die Taymyr von zwei anderen nuklearen Eisbrechern, Rossiya und Yamal, eskortiert. Während der Rückfahrt blieb der Reaktor in Betrieb, bis er vor Erreichen des Hafens aus sicherheitstechnischen Gründen abgeschaltet wurde. Danach erfolgte der Schiffsantrieb über die Dieselaggregate.
Ein ähnliches Leck wurde bereits ein Jahr früher an Bord der Taymyr gemeldet.